# Philippe Loiseleur des Longchamps Deville
Philippe Loiseleur des Longchamps Deville, né le 27 juillet 1923 à Dakar et mort le 24 février 2003 à Toulouse, est un historien français.

## Biographie
Philippe Loiseleur est le premier fils d'Henry Loiseleur des Longchamps Deville, né en 1887 à Paris et mort en 1956 à Sarlat, administrateur en chef de la France d'outre-mer, et de Marie Gramain (1889 - 1966).
Il a fait ses études au Collège Saint-Joseph, à Sarlat, puis à la Faculté de Toulouse. En parallèle à sa carrière comme attaché de direction à la B.F.C.E. (Banque française du Commerce Extérieur), de 1948 à 1953, puis dans la société H. Ernaut-Somua, il écrit les premières monographies des communes de La Celle Saint-Cloud puis de Payrac. Féru d'histoire du Languedoc, du Sud-Ouest, de l'Ile-de-France, et marqué par de nombreuses figures historiques, il a une production fertile en articles monographiques ou biographiques et il donne aussi de très nombreuses conférences. Quelques-unes sont données devant les membres des Vieilles maisons françaises (V.M.F.), Philippe Loiseleur des Longchamps ayant rejoint la délégation lotoise de cette association.
Pendant plusieurs années, il est fidèle au colloques francophones internationaux du canton de Payrac, organisé par l'A.D.E.L.F. et son président Edmond Jouve ; il y produit une conférence chaque année sur des sujets abordant des questions de littérature, de l'histoire des techniques, de l'histoire des arts et même de gastronomie.
Il seconde son épouse Simonne Loiseleur des Longchamps Deville (1928-2018), présidente du Cercle d'Étude du Gourdonnais de 1989 à 2018 et chevalier des Arts et des Lettres (2011) dans l'inventaire du mobilier sacré du Haut-Quercy mais aussi dans l'organisation d'expositions publiques à l'occasion des Journées européennes du Patrimoine.
Ayant eu à cœur de restaurer leur maison du hameau de Toulas, ils étaient tous les deux membres de l'Association de Sauvegarde des Maisons et Paysages du Quercy et c'est à ce titre qu'ils ont été consultés pour élaborer le guide "La Bouriane".
Philippe Loiseleur des Longchamps Deville reçoit la croix de chevalier de l'ordre des Arts et des Lettres des mains de Pierre Messmer en septembre 1997, lors du 7e Colloque francophone international du Canton de Payrac (Lot).[réf. nécessaire]

## Famille
La famille Loiseleur des Longchamps dont descend Philippe est une famille d'ancienne bourgeoisie du Thymerais, originaire de Brézolles où mourut en 1624 son auteur, Martin Loiseleur.
Jacques-François Loiseleur-Deslongchamps (1747-1843) était ingénieur-géographe du roi et participa à l'élaboration des cartes de Cassini dans le Rouergue et le sud-ouest.
Jean-Louis-Auguste Loiseleur-Deslongchamps (1774-1849) était botaniste, membre de l'Académie de médecine.
Son deuxième fils Auguste Loiseleur-Deslongchamps (1805-1840) était orientaliste et employé aux Manuscrits de la Bibliothèque du Roi.
Louis-Albert Loiseleur des Longchamps Deville (1919-2005) était diplomate.
Le surnom terrien des Longchamps avait été ajouté au XVIIe siècle.
Au début du XIXe siècle  le docteur Jean-Joseph Loiseleur-Deslongchamps (arrière-grand-père de Philippe et de Louis-Albert) ajoute à son patronyme le nom de Deville, en hommage à sa mère Basilide-Barthélémie Deville, fille d'un consul d'Arles.

## Liste partielle des publications

### Grandes monographies d'histoire locale
- Histoire de H. Ernault-Somua : ses origines, sa double histoire, Paris, Les Presses Réunies, juillet 1963, 18 × 24 cm, broché, 38 p. + photos, plans etc. (5 000 exemplaires), rééd. 1965 (+ 5 000 exemplaires).
- La Celle Saint-Cloud, cellule d'histoire, Pontoise, Graphédis, avril 1979, 254 p. (épuisé).
- Chroniques de Payrac : du Moyen Âge au XIXe siècle, Cahors, Publi Fusion, 1997,  (ISBN 2-907265-42-3), 120 p. + 28 p. de photos et cartes postales anciennes[9].

### Biographies et archives de la famille Loiseleur des Longchamps Deville
- La famille Douzon de Bourran d'après ses archives, Paris, diffusion privée, 1962.
- Portraits de famille, Paris, Les Presses réunies, mars 1964.
- De Cèdre et de rose : vie et œuvre du botaniste Loiseleur-Deslongchamps (1774-1849), La Celle Saint-Cloud, autoédition, décembre 1973, 109 p.
- Henry Loiseleur des Longchamps mon père (1887-1956), Payrac, diffusion privée, juin 1987, 55 p.
- Inventaire des œuvres des membres de la famille Loiseleur des Longchamps, Payrac, diffusion privée, 1988.
- Origine de notre famille : Brezolles, Dreux, Payrac, diffusion privée, 1991.
- Le Docteur et Madame Deville : témoins et acteurs du XIXe siècle, Payrac, diffusion privée, 2002.
- "Qui était la femme du géographe Loiseleur des Longchamps ?" Revue du Rouergue, 1960, n°53, pp. 69-75.
- "Deux frères et la Révolution", Revue du Rouergue, 1961, n°58, pp. 190-204.
- "A propos de Jacques-François Loiseleur des Longchamps", Revue du Rouergue, 1977.
- "Le botaniste Loiseleur-Deslongchamps et le cèdre du Liban", Actes du Colloque internationale francophone de Payrac, 1996.

### Articles historiques

#### Histoire nationale ou internationale
- "Un voyage aux Grandes Indes en 1818", Revue Maritime, avril 1964, n°209.
- "Visite de nos ports de guerre par des bourgeois parisiens au XIXe siècle", Neptunia, 1987, n°165, pp. 26-31.

#### Société H.Ernaut-Somua
- "Le Centenaire H. Ernault-Somua, Les activités industrielles du XIVe arrondissement", Bulletin officiel du Comité municipal des fêtes du XIVe arrondissement de Paris, Paris, octobre 1963, n°32, pp.11 et 12, avec un croquis de l'auteur.

#### Île-de-France, région parisienne, Yvelines (ex-Seine-et-Oise)
- "Le Butard dans le système d'eau de Versailles", Nationale 311a, La Celle Saint-Cloud, mai-juin 1977, n°106, pp.21-24.
- "A Beauregard et La Jonchère, Bertrand et Fanny", Revue de l'Histoire de Versailles, 1983.
- "Thomas Gobert et le système d'adduction d'eau de Versailles sur le territoire de la Celle Saint-Cloud", Revue de l'Histoire de Versailles, 1986.

#### Sud-Ouest, Rouergue, Quercy, Périgord
- "La naissance d'Alfred Chauchard", Revue du Rouergue, avril-juin 1965.
- « Science et foi » (sur Jean-François-Albert du Pouget, marquis de Nadaillac), L’écho du Gourdonnais, mai 1982, n°159[10].
- "Pèlerinage à Rocamadour au XIXe siècle", L’écho du Gourdonnais, novembre 1982, n°164[10].
- "A la découverte des petits sanctuaires du Gourdonnais", Vieilles Maisons Françaises, Paris, juillet 1884, n°103, pp.50-53.
- "Brin d’histoire : le pape Pie VII à Payrac", L’écho du Gourdonnais, novembre 1984, n°186 ; décembre 1984, n°187 ; février 1985, n°189[10].
- "François Espaillat de Masclat à Saint-Domingue", L’écho du Gourdonnais, novembre 1985, n°197[10].
- "Gambetta, enfant précoce", Gourdon-Souillac-infos, Sarlat, 20 décembre 1985, n°14.
- "A Laval, jour des morts, jour des vivants", L’écho du Gourdonnais, décembre 1985, n°198[10].
- "Guillaume de Tarde, centenaire", Gourdon-Souillac-infos, Sarlat, 6 décembre 1986, n°13, p.11.
- "Sonnent les cloches de Masclat", L’écho du Gourdonnais avril 1986, n°202[10].
- "La paroisse de Payrac pendant la Révolution", L’écho du Gourdonnais, juillet-aout 1989, n°238[10].
- "Survol de l’histoire de Payrac", L’Ogache, n°1, 1989[10].
- "Installation d'un archiprêtre à Payrac au XVIIIe siècle", L’écho du Gourdonnais janvier 1990, n°243[10].
- [en collaboration avec Simonne Loiseleur des Longchamps, née Durand (1928-2018)] "Restauration d'une maison paysanne dans le Haut-Quercy", Maisons paysannes de France, Paris, 3e trimestre 1995, n°117.
- "Bourgeois de Bordeaux contre vin de Cahors", Bulletin de la Société des études du Lot, tome CXVII, 1996, pp.11-24.
- "Le service de la Poste à Payrac à travers les âges", L'Ogache, Bulletin municipal de Payrac, 1997, n°10, p.2.
- "Un tableau restauré : Gustave Larroumet", La Vie Quercynoise, Cahors,117 avril 1997, p.16.7 avril 1997,
- "La Vie au Roucal pendant la dernière guerre", Bulletin de la Société d'Art et d'Histoire de Sarlat et du Périgord Noir, I, 1998, n°75, pp. 159-166 ; II, 1999, n°76, pp. 43-48.
- "Les Cavaignac et le Payracois", L'Ogache, Bulletin municipal de Payrac, 2000, n°13, p.10.

#### Hérault, Clermontais
- "Caux : l'ingénieur Jean Durand, fils de Caux"  Groupe de Recherches et d’Études du Clermontais, 1999, n°86-87-88, pp. 11-16.

#### Littérature
- "Les plaisirs de la table chez Pierre Benoit", Actes du Colloque international francophone de Payrac, A.D.E.L.F., sept. 1991.
- "Les Nouvelles de Kadaré", Actes du Colloque international francophone de Payrac, A.D.E.L.F., sept. 1992.
- "A Sylvain Toulze, paladin mystique de l'Occitanie", Actes du Colloque international francophone de Payrac, A.D.E.L.F., sept. 1993.
- "Maurice Constantin-Weyer, trappeur, romancier et historien", Actes du Colloque international francophone de Payrac, A.D.E.L.F., sept. 1994.
- "Analyse d'une instruction pastorale de Henri-Jacques de Montesquiou en faveur des Jésuites (1764), sauvée de la lacération et des flammes", Bulletin de la Société d'Art et d'Histoire de Sarlat et du Périgord Noir, 1995, n°61, pp. 67-72.
- "Fénelon et le Quercy", Actes du Colloque international francophone de Payrac, A.D.E.L.F., sept. 1995.

## Distinctions
- Chevalier de l'ordre des Arts et des Lettres

## Sources et citations
- Louis-François Gibert, "Le Vin de Domme", Bulletin de la Société d'Art et d'Histoire de Sarlat et du Périgord Noir, 1997, n°71, et 1998, n°72, p.22, note 51 (tiré-à-part), au sujet de la "bataille du vin" entre Bordeaux et les vignobles ruraux pour l'accessibilité des rivières.
- [sous la direction de] Isabelle Havelange, Histoire de l'éducation, publié par l'Institut national de Recherche pédagogique, septembre 1998, n°79-80, pp.176, au sujet de "l'Analyse d'une instruction pastorale..."[11].
- Michel Laverret, « Voyage dans l’Empire de Flore en Basse-Marche et en Poitou au XVIIe siècle », Cahiers du GRHAIJ, n°1 – 1998, 420 pp. (supplément du Bulletin n°7, Groupe de recherches historiques et archéologiques de l’Isle-Jourdain), p. 5, au sujet du botaniste Jean-Louis Auguste Loiseleur des Longchamps.
- M.-O.D., « Un nom pour la cité scolaire? Évocation de la famille Cavaignac », La Dépêche du Midi, vendredi 1er octobre 1999, p.22.
- François Nadaud, Payrac de 1900 aux années d’après guerre, La belle endormie, Cahors, décembre 2014, 444pp,  (ISBN 978-2-7466-7585-8),  p.3 (préface de Bernard Choulet), p.305 (sur le château de Payrac).